# Riccia sullivantii
Riccia sullivantii là một loài rêu trong họ Ricciaceae. Loài này được Austin mô tả khoa học đầu tiên năm 1869.